# روبرت شتاينر
روبرت شتاينر (بالألمانية: Robert Steiner)‏ (و. 1969 – م) هو ممثل، ومغني، من النمسا.